# Ігрієс
Ігрієс (ісп. Igriés) — муніципалітет в Іспанії, у складі автономної спільноти Арагон, у провінції Уеска. Населення — 598 осіб (2009).
Муніципалітет розташований на відстані близько 340 км на північний схід від Мадрида, 8 км на північ від Уески.
На території муніципалітету розташовані такі населені пункти: (дані про населення за 2009 рік)
- Ігрієс: 175 осіб
- Єкеда: 452 особи

## Демографія
Динаміка населення (INE ):